# Luigi Berti (scrittore)
Luigi Berti (Rio Marina, 1904 – Milano, 26 febbraio 1964) è stato un critico letterario, poeta, scrittore e traduttore italiano.

## Biografia

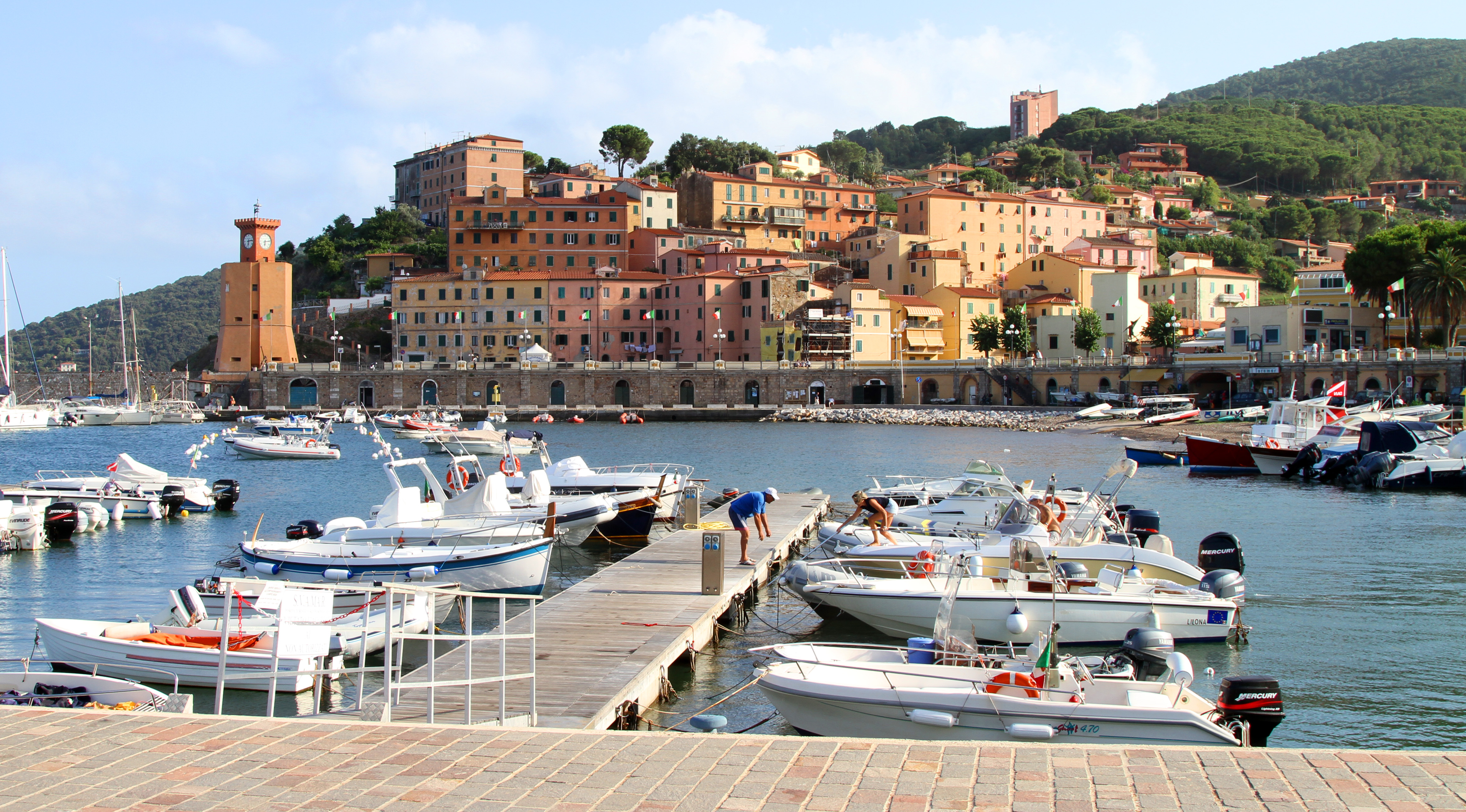
Rio Marina, paese natale di Berti e ambientazione di molti suoi lavori

Nasce nel Paese di Rio Marina, all'Isola d'Elba, nel 1904 da una famiglia di antica tradizione marinaresca (erano infatti navigatori e armatori). Studiò all'Istituto Nautico di Genova, sezione capitani, e poi navigò nel Mediterraneo su navi di famiglia.
Con lo sviluppo della navigazione a vapore quella velica cominciò a soccombere soprattutto con la fine della prima guerra mondiale, dovette così assistere alla scomparsa del piccolo e grande cabotaggio elbano e la crisi della conduzione di famiglia.
Si trasferì a Firenze dove studiò e si laureò in lettere. in questi anni universitari stringe amicizia con alcuni coetanei coi quali s’incontra al caffè letterario di Piazza S. Marco, dove discuteva all’aperto tra i tavolini, con Luzi, Traverso, Landolfi, Macrì, Renato Poggioli, russista, che influenzò in modo particolare il Berti. Sempre a Firenze nel 1946 fondò con Renato Poggioli la rivista Inventario, sulla quale pubblicarono alcuni degli autori più importanti della letteratura e della critica internazionale, da Ungaretti a Neruda, da Thomas Eliot a Quasimodo, a Nabokov, a Pasternak e  Giuseppe Brusa. Successivamente si trasferì a Milano. Nel 1961 vinse il Premio di poesia Vann'Antò, indetto dall'Università degli Studi di Messina, mentre nel 1962 pubblicò il suo romanzo più importante: Tramonto sull'Elba. Fu autore di numerose traduzioni di autori angloamericani, tra cui Herman Melville, Dylan Thomas, William Thackeray, Thomas Eliot, Robert Penn Warren.
Morì improvvisamente nel febbraio del 1964 a Milano.
Un anno dopo Salvatore Quasimodo curò la pubblicazione della sua ultima opera di poesia: Calignarmata.

## Opere
Oltre all'esperienza giornalistica dell’Inventario e alla pubblicazione della Storia della letteratura americana (1961) in quattro volumi, Berti si dedicò alla critica, alla poesia e alla narrativa.

### Saggi critici
- Boccaporto (1940)
- Foscolo traduttore di Sterne (1942)
- Boccaporto secondo (1944)
- L'immaginismo (1944)

### Poesia
- Lettera ai Castelli dell'Agave (1953 - Premio Soave)
- Elegia Elbana (1955)
- Le torri dei giorni (1960)
- Calignarmata, a cura di Salvatore Quasimodo (pubblicato postumo nel 1965)

### Narrativa
- Storie di Rio (1959)
- Tramonto sull'Elba, Editrice Ceschina, 1962 Milano
- La società del garofano rosso (pubblicato postumo nel 1966)